# ليبا راديتش
ليبا راديتش مناضلة يوغسلافية تم أعدامها من قبل القوات النازية ولم تتجاوز السابعة عشر من عمرها بعد أن أرادوا منها معلومات عن اصحابها
كان آخر كلامها كما ذكر كتاب "نساء يوغوسلافيا في حرب التحرير الوطنية".
أنا لست خائنة لشعبي. أولئك الذين تسألون عن أسمائهم سيكشفون عن أنفسهم عندما يأتون لقتلكم جميعاً. عاش الحزب الشيوعي وأنصاره! حاربوا أيها الناس من أجل حريتكم ولا تستسلموا! سوف أُقتل، لكن هناك من سينتقم لي"، وبهذا تم شنقها.